# Cases a la carretera de Granera, 18-24 (Castellterçol)
Les Cases a la carretera de Granera, 18-24 és una obra noucentista de Castellterçol (Moianès) inclosa a l'Inventari del Patrimoni Arquitectònic de Catalunya.

## Descripció
Grup de dues cases aparellades d'estructura rectangular, amb planta baixa i golfes i teulada a quatre vessants, tot i que dues dels vessants són molt més grans que les altres. Per damunt de la teulada sobresurt un cos, a manera de llanterna, que il·lumina les golfes o el quadre de l'escala.
De la façana principal, molt senzilla, només destaca una línia motllurada a manera de guardapols que ressegueix totes les obertures.

## Història
Aquests habitatges consten, tot i que amb el núm. 26, com a edifici de protecció parcial a la Relació d'edificis d'interès annex a la Normativa del Pla general d'ordenació municipal de Castellterçol de 1981, encara vigent. També amb el núm. 26 són grafiats al plànol 3.3.1 de delimitació del sòl urbà.